# Супервторник
«Супервторник» (англ. Super Tuesday) — на политическом жаргоне США — вторник в начале февраля или марта в год президентских выборов, когда в большинстве штатов проходят предварительные выборы (т. н. «праймериз» — англ. primaries). На этих выборах избираются делегаты-выборщики от штатов на съезды по выбору кандидатов в президенты от всех партий. В супервторник выбирается больше делегатов, чем в любой другой день предвыборной гонки, поэтому для всех кандидатов в президенты победа в этот день очень важна.
История Супервторника началась в 1980-х годах. Возникновение такого дня в избирательном календаре связано с желанием большинства штатов как можно больше повлиять на результаты праймериз. Многие штаты стали переносить предварительные выборы на самое начало года, и тогда руководство партий стало штрафовать провинившихся, лишая или ограничивая их право голоса на партийных съездах. В итоге штаты стали демонстративно переносить даты предварительных выборов на первый официально разрешённый день голосования.
В 2008 году супервторник приходился на 5 февраля. В этот день прошли выборы в 24 штатах, что определило 52 % делегатов-выборщиков на съезд Демократической партии и 41 % делегатов на съезд Республиканской партии.
В 2012 году супервторник пришёлся на 6 марта, в 2016 году — на 1 марта, в 2020 году — на 3 марта, в 2024 году — на 5 марта.